# Regaliceratops
Regaliceratops là một chi khủng long, được C. Brown & Henderson mô tả khoa học năm 2015.